# 枚方市立菅原小学校
枚方市立菅原小学校（ひらかたしりつ すがはらしょうがっこう）は、大阪府枚方市藤阪中町にある公立小学校。
明治時代初期に当時の交野郡長尾村（町村制施行で合併し菅原村）に設置された長尾小学校と、交野郡藤阪村（町村制施行で合併し菅原村）に設置された王仁小学校を前身としている。2校が1907年に合併し、当時の北河内郡菅原村（1940年合併で津田町）に創立した。

## 沿革
- 1874年 - 長尾村に長尾小学校を設置。
- 1882年 - 藤阪村に王仁小学校を設置。
- 1907年3月1日 - 長尾・王仁の両校を合併、北河内郡菅原尋常小学校として設立。
- 1912年4月9日 - 高等科を併設。北河内郡菅原尋常高等小学校と改称
- 1941年4月1日 - 国民学校令により、北河内郡菅原国民学校と改称
- 1947年4月1日 - 学制改革により、津田町立菅原小学校と改称。
- 1955年10月15日 - 津田町が枚方市に編入したことに伴い、枚方市立菅原小学校と改称。
- 1975年4月1日 - 従来の校区の一部を、新設の枚方市立田口山小学校校区へ分離。
- 1980年4月1日 - 従来の校区の一部を、新設の枚方市立菅原東小学校校区へ分離。
- 1981年4月1日 - 従来の校区の一部を、新設の枚方市立藤阪小学校校区へ分離。

## 通学区域
- 枚方市 長尾元町1丁目-6丁目（3丁目および6丁目の一部を除く）、長尾元町7丁目（一部）、長尾荒阪1丁目、長尾播磨谷1丁目、長尾宮前1丁目（一部）、長尾宮前2丁目（一部）、長尾西町1丁目（一部）、藤阪北町、藤阪中町。

卒業生は基本的に枚方市立長尾中学校に進学する。

## 交通
- 片町線（学研都市線） 長尾駅 南西へ約600m。
- 京阪バス 菅原小学校前バス停。